# 동방교회부

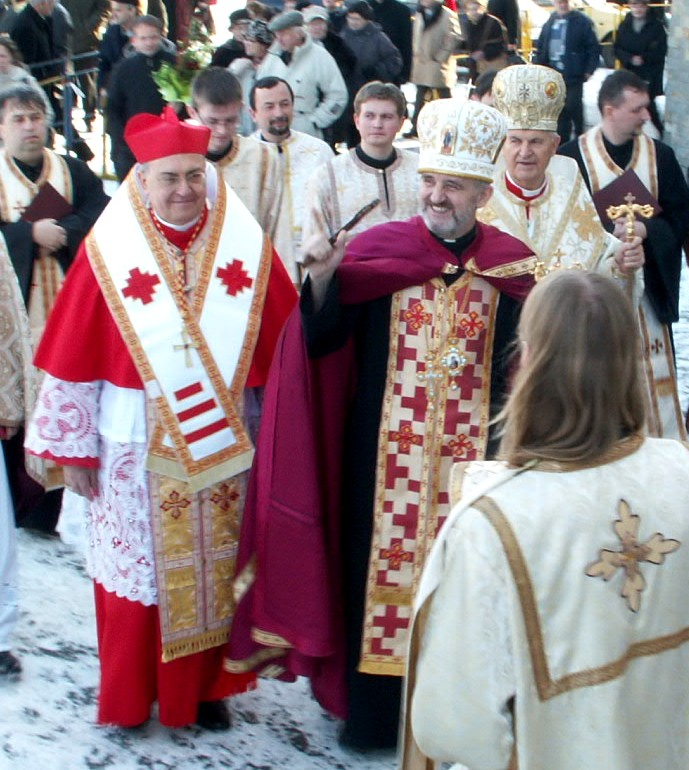

동방교회성(東方敎會省, 라틴어: Congregatio pro Ecclesiis Orientalibus)은 동방 가톨릭교회들과의 친교에 대한 책임을 진 교황청의 심의회이다. 동방교회성은 라틴 전례의 예식과 규율 그리고 영적 재산과 더불어 동방 교회의 전통적인 유산도 보호하고 성장을 도우면서 하나의 완전한 가톨릭교회의 지속을 도모한다. 동방교회성은 이집트와 시나이반도, 에리트레아, 에티오피아 북부, 알바니아 남부, 불가리아, 키프로스, 그리스, 이스라엘, 이란, 이라크, 레바논, 팔레스타인, 시리아, 요르단, 터키, 우크라이나 등의 지역들에 대한 관할권을 지니고 있다.
기독교에서 동방교회성의 기원은 1862년 1월 6일 교황 비오 9세가 설치한 ‘포교성성 동방전례평의원(Congregatio de Propaganda Fide pro negotiis ritus orientalis)’이다. 동방교회성에는 그리스도인 일치촉진평의회 의장은 물론, 동방 가톨릭교회의 모든 총대주교와 대주교들도 회원으로 포함되어 있다. 1917년 5월 1일 교황 베네딕토 15세에 의해 독립된 심의회로 승격되었다. 1917년부터 1967년까지 장관 직함은 교황이 소유하였으며, 심의회의 우두머리는 차관이라는 직함을 사용하였다.

## 차관 추기경 (-1967년)
참고: 1917년부터 1967년까지 동방교회성 장관 칭호는 교황이 갖고 있었다.
- 니콜로 마리니 (1917-1922)
- 조반니 타키 포르첼리 (1922-1927)
- 루이지 신체로 (1927-1936)
- 유진 가브리엘 제르베 로랑 티세랑 (1936-1959)
- 암레토 조반니 치코나니 (1959-1961)
- 가브리엘 아카키우스 코우사 (장관 서리 1961, 장관 1962)
- 구스타보 테스타 (1962-1967)

## 장관 추기경
- 구스타보 테스타 (1967-1968)
- 막시밀리앙 드 퍼스텐버그 (1968-1973)
- 폴 피에르 필리프 (1973-1980)
- 브와디스와프 루빈 (1980-1985)
- 두라이사미 시몬 로우르두사미 (1985-1991)
- 아킬레 실베스트리니 (1991-2000)
- 이그나체 무싸 다우드 (2000 - 2007년 6월 9일)
- 레오나르도 산드리 (2007년 6월 9일 - 현재)